# Mogiljovtsy
Mogiljovtsy (belarusiska: Магілёўцы) är en by i Belarus. Den ligger i voblasten Brests voblast, i den västra delen av landet, 220 km sydväst om huvudstaden Minsk. Mogiljovtsy ligger 163 meter över havet och antalet invånare är 447.

## Natur och klimat
Terrängen runt Mogiljovtsy är platt. Runt Mogiljovtsy är det ganska glesbefolkat, med 22 invånare per kvadratkilometer.. Närmaste större samhälle är Ruzjany, 14,7 km öster om Mogiljovtsy.
Omgivningarna runt Mogiljovtsy är en mosaik av jordbruksmark och naturlig växtlighet.